# Liste der Naturdenkmale in Kronberg im Taunus
Die Liste der Naturdenkmale in Kronberg im Taunus nennt die im Gebiet der Stadt Kronberg im Taunus im Hochtaunuskreis in Hessen gelegenen Naturdenkmale.
| Bild                          | Bezeichnung                  | Ortsteil, Lage                                    | Beschreibung | Art | Nr.             |
| ----------------------------- | ---------------------------- | ------------------------------------------------- | --- | --- | --------------- |
| Fotos hochladen               | Hauburgstein                 | 50° 12′ 6,2″ N, 8° 31′ 23,2″ O                    | Markante Steinformation aus schwarzem, kristallinem Urgestein mit zum Teil überhängenden Partien, scharfen Abbruchkanten und Rissbildungen. Unterhalb der Hünerbergwiesen.                       |     | 61              |
| mehr Fotos \| Fotos hochladen | Eichen am Bleichweiher       | 50° 10′ 54,7″ N, 8° 30′ 47,4″ O                   | Drei als Gruppe zusammenstehende Stieleichen mit tiefansetzenden, ausladenden Kronen und bizarrem Wuchs. In dieser Ausformung selten.                                                            |     | 66              |
| Fotos hochladen               | Mammutbaum                   | Goethestraße 50° 11′ 1,5″ N, 8° 30′ 56,3″ O       | Sehr alter, hochgewachsener Baum mit erheblichem Stammumfang. Eindrucksvoller Exot. |     | 67              |
| Fotos hochladen               | Zeder in Kronberg            | Königsteiner Straße 50° 10′ 53,6″ N, 8° 30′ 17″ O | Hochgewachsener Baum mit ausladender, schöner Astführung. |     | 68              |
| mehr Fotos \| Fotos hochladen | Bäume im Schulgarten         | 50° 10′ 45,5″ N, 8° 30′ 39,4″ O                   | Eine Pyramideneiche mit markanter Wuchsform und relativ ausladender Krone (im Hochtaunusgebiet selten anzutreffen) und ein sehr alter hochgewachsener Mammutbaum mit beträchtlichem Stammumfang. |     | 71              |
| mehr Fotos \| Fotos hochladen | Eibe am Burgparkplatz        | 50° 10′ 52,1″ N, 8° 30′ 19,1″ O                   | Eibe am Burgparkplatz unterhalb der Kronberger Burg. |     | 102             |
| BW                            | Eibe im Burggarten           | 50° 10′ 51,6″ N, 8° 30′ 24,4″ O                   | Eibe im Burggarten der Kronberger Burg. |     | 103             |
| mehr Fotos \| Fotos hochladen | Speierling im Schanzenfeld   | 50° 10′ 21,4″ N, 8° 32′ 9,3″ O                    | Alter und besonders schöner Baum. |     | 434.006 Kro 213 |
| mehr Fotos \| Fotos hochladen | Esche an der Antoniuskapelle | 50° 11′ 50,4″ N, 8° 29′ 53,9″ O                   | Alter beeindruckender Baum an der Ruine der Antonius-Kapelle. |     | 434.006 Kro 214 |

## Ehemalige Naturdenkmale
| Bild            | Bezeichnung                                  | Ortsteil, Lage                              | Beschreibung | Art        | Nr. |
| --------------- | -------------------------------------------- | ------------------------------------------- | --- | ---------- | --- |
| Fotos hochladen | Streitbuche                                  | Haderweg 50° 12′ 43,8″ N, 8° 29′ 57,3″ O    | Streitbuche am Altkönig-Südhang. Einziges zweistämmiges Exemplar eines Lochbaums in bizarrer Astführung. Im Jahr 2007 umgefallen, 2015 aus dem Naturdenkmalverzeichnis gelöscht.                                            |            | 60  |
| BW              | 3 Eichen am Bürgerdenkmal (gefällt)          | 50° 10′ 53″ N, 8° 30′ 49,4″ O               | 2 sehr alte Stieleichen und eine alte Roteiche mit jeweils ausladenden Kronenästen. Im Jahr 1997 wegen Weißfäule umgefallen bzw. gefällt, 2015 aus dem Naturdenkmalverzeichnis gelöscht.                                    |            | 69  |
| BW              | Speierling, Oberhöchstädter Straße (gefällt) | 50° 10′ 47,6″ N, 8° 31′ 20,8″ O             | Hochgewachsener Baum mit ausladender Krone und starkem Stammumfang. Im Jahr 2008 wegen Pilzbefall gefällt, 2015 aus dem Naturdenkmalverzeichnis gelöscht.                                                                   |            | 70  |
| BW              | Speierling Lindenstruth                      | 50° 10′ 33,9″ N, 8° 31′ 41,6″ O             | Sehr großer, alter Baum mit starken Stamm und ausgeprägtem, schönen Wuchs. Im Jahr 2013 umgefallen und entfernt, 2015 aus dem Naturdenkmalverzeichnis gelöscht.                                                             |            | 72  |
| BW              | Linde am Schafhof bei Kronberg               | 50° 10′ 7,6″ N, 8° 31′ 9,1″ O               | Über 150 Jahre alter, sehr hochgewachsener Baum mit ausladender Astführung. Früher als Hutebaum genutzt. Im Jahr 2010 umgefallen, 2015 aus dem Naturdenkmalverzeichnis gelöscht.                                            |            | 74  |
| BW              | Speierling Helbingshainer Wiesen             | Falkenstein 50° 11′ 17,2″ N, 8° 29′ 23,5″ O | Speierling „An den Helbingshainer Wiesen“ zwischen Kronberg und Falkenstein. Starker, hoher Einzelbaum in typischer Wuchsform mit birnenförmiger Krone. Im Jahr 2015 als abgängig aus dem Naturdenkmalverzeichnis gelöscht. | Speierling | 62  |

## Belege
1. ↑  
Naturdenkmale. www.hochtaunuskreis.de, archiviert vom Original am 20. Februar 2016; abgerufen am 27. April 2016.
2. ↑  
61 (210) Hauburgstein. Archiviert vom Original am 20. Februar 2016; abgerufen am 27. April 2016.
3. ↑  
66 (202) Eichen am Bleichweiher. Archiviert vom Original am 20. Februar 2016; abgerufen am 27. April 2016.
4. ↑  
67 (207) Mammutbaum. Archiviert vom Original am 20. Februar 2016; abgerufen am 27. April 2016.
5. ↑  
68 (204) Zeder. Archiviert vom Original am 20. Februar 2016; abgerufen am 27. April 2016.
6. ↑  
71 (200) Bäume Schulgarten. Archiviert vom Original am 20. Februar 2016; abgerufen am 27. April 2016.
7. ↑  
102 (211) Eibe am Burgparkplatz. Archiviert vom Original am 20. Februar 2016; abgerufen am 27. April 2016.
8. ↑  
103 (212) Eibe im Burggarten. Archiviert vom Original am 20. Februar 2016; abgerufen am 27. April 2016.
9. 1 2 3 4 5 6 7 8  
Zweite Verordnung zum Schutz von Naturdenkmalen im Hochtaunuskreis Vom 19. Oktober 2015. (pdf; 4,29 MB) Der Kreisausschuss des Hochtaunuskreises -Untere Naturschutzbehörde-, 23. März 2016, abgerufen am 27. April 2016.
10. ↑  
60 (201) Streitbuche. Archiviert vom Original am 20. Februar 2016; abgerufen am 27. April 2016.
11. ↑  
69 (203) 3 Eichen am Burgerdenkmal (gefällt). Archiviert vom Original am 20. Februar 2016; abgerufen am 27. April 2016.
12. ↑  
70 (205) Speierling Oberhöchstädter Straße (gefällt). Archiviert vom Original am 20. Februar 2016; abgerufen am 27. April 2016.
13. ↑  
72 (208) Speierling Lindenstruth. Archiviert vom Original am 20. Februar 2016; abgerufen am 27. April 2016.
14. ↑  
74 (206) Linde am Schafhof. Archiviert vom Original am 20. Februar 2016; abgerufen am 27. April 2016.
15. ↑  
62 (209) Speierling Helbigshainer Wiesen. Archiviert vom Original am 20. Februar 2016; abgerufen am 27. April 2016.

- Karte mit allen Koordinaten:
- OSM |
- WikiMap